# Ormtjärnen (Voxna socken, Hälsingland, 682166-148381)
Ormtjärnen är en sjö i Ovanåkers kommun i Hälsingland och ingår i Ljusnans huvudavrinningsområde.